# Liste der Baudenkmale in Neustadt am Rübenberge (Ortsteile rechts der Leine)
Die Liste der Baudenkmale in Neustadt am Rübenberge (Ortsteile rechts der Leine) enthält alle Baudenkmale der rechts (östlich) der Leine gelegenen Ortsteile der niedersächsischen Stadt Neustadt am Rübenberge, dies sind  Averhoy, Basse, Bordenau, Esperke, Helstorf, Luttmersen, Metel, Otternhagen, Scharrel, Suttorf und Vesbeck. In der Liste der Baudenkmale in Neustadt am Rübenberge (Ortsteile links der Leine) befinden sich die Baudenkmale der Ortsteile links (westlich) der Leine und in der Liste der Baudenkmale in Neustadt am Rübenberge befinden sich die Baudenkmale des Ortsteils Neustadt am Rübenberge. Die Quelle der Baudenkmale ist der Denkmalatlas Niedersachsen. Der Stand der Liste ist der 29. November 2021.

## Averhoy

### Gruppe: Hofanlagen Auf den Äckern
Die Gruppe „Hofanlagen Auf den Äckern“ hat die ID 30973865.

| Lage                                         | Bezeichnung              | Beschreibung                            | ID       | Bild |
| -------------------------------------------- | ------------------------ | --------------------------------------- | -------- | ---- |
| Auf den Äckern 8 52° 33′ 45″ N, 9° 32′ 12″ O | Wohn-/Wirtschaftsgebäude | Die Scheune wurde im Jahre 1911 erbaut. | 30974803 | BW   |
| Im Dorn 1 52° 33′ 43″ N, 9° 32′ 5″ O         | Wohn-/Wirtschaftsgebäude |                                         | 30974688 | BW   |
| Im Dorn 1 52° 33′ 43″ N, 9° 32′ 7″ O         | Scheune                  |                                         | 30974828 | BW   |
| Im Dorn 6 52° 33′ 46″ N, 9° 32′ 7″ O         | Wirtschaftsgebäude       | Querdurchfahrtscheune                   | 30974849 | BW   |
| Im Dorn 8 52° 33′ 48″ N, 9° 32′ 7″ O         | Scheune                  | Querdurchfahrtscheune                   | 30975014 | BW   |

### Einzelbaudenkmale
| Lage                                 | Bezeichnung | Beschreibung                   | ID       | Bild |
| ------------------------------------ | ----------- | ------------------------------ | -------- | ---- |
| Im Dorn 1 52° 33′ 40″ N, 9° 32′ 5″ O | Baubestand  | vorgelagerter Weide und Eichen | 30988267 | BW   |

## Basse

### Gruppe: Hofanlage Basser Straße 12, 14
Baudenkmal (Gruppe):

| Lage                                            | Bezeichnung                    | Beschreibung | ID       | Bild |
| ----------------------------------------------- | ------------------------------ | ------------ | -------- | ---- |
| Basser Straße 12, 14 52° 33′ 7″ N, 9° 30′ 22″ O | Hofanlage Basser Straße 12, 14 |              | 30973876 | BW   |

Baudenkmale (Einzeln):

| Lage                                        | Bezeichnung              | Beschreibung | ID       | Bild |
| ------------------------------------------- | ------------------------ | ------------ | -------- | ---- |
| Basser Straße 14 52° 33′ 7″ N, 9° 30′ 23″ O | Wohn-/Wirtschaftsgebäude | Haupthaus    | 30975185 | BW   |
| Basser Straße 14 52° 33′ 8″ N, 9° 30′ 22″ O | Scheune                  |              | 30975205 | BW   |

### Einzelbaudenkmale
| Lage                                          | Bezeichnung              | Beschreibung | ID       | Bild           |
| --------------------------------------------- | ------------------------ | --- | -------- | -------------- |
| Basser Straße 16 52° 33′ 9″ N, 9° 30′ 21″ O   | Gaststätte               | | 30975245 | BW             |
| Basser Straße 16 52° 33′ 9″ N, 9° 30′ 22″ O   | Wohn-/Wirtschaftsgebäude | | 30975263 | BW             |
| Basser Straße 16 52° 33′ 8″ N, 9° 30′ 21″ O   | Baumbestand              | | 30988696 | BW             |
| In Scharnhorst 6 52° 32′ 24″ N, 9° 31′ 11″ O  | Verwaltungsgebäude       | Ab dem Jahr 1894 diente die ehemalige Domäne als Remontedepot, ab 1902 wurden hier dauerhaft Militärpferde untergebracht. Das Gebäude wurde zu einem Verwaltungsgebäude umgebaut.                                                                          | 30984428 | BW             |
| In Scharnhorst 17 52° 32′ 22″ N, 9° 31′ 18″ O | Speicher                 | | 30984445 | BW             |
| Kirchstraße 7 52° 33′ 3″ N, 9° 30′ 19″ O      | Wohn-/Wirtschaftsgebäude | Das Wohn-/Wirtschaftsgebäude wurde zwischen 1850 und 1860 erbaut. | 30975368 | BW             |
| Kirchstraße 10 a 52° 33′ 3″ N, 9° 30′ 16″ O   | Pfarrhaus                | | 30975444 |                |
| Kirchstraße 10 52° 33′ 2″ N, 9° 30′ 16″ O     | Park                     | | 30975426 | BW             |
| Kirchstraße 11 52° 32′ 59″ N, 9° 30′ 19″ O    | Schule                   | | 30975464 | BW             |
| Kirchstraße 12 52° 33′ 1″ N, 9° 30′ 16″ O     | Kirche                   | Die Kirche liegt an einer Leineschleife. Im 12. Jahrhundert wurde die Kirche gegründet, in den Jahren 1688/1689 aber erneuert. Im Inneren befinden sich eine Taufe aus dem Jahre 1652, ein Tabernakel aus dem Jahre 1499 und ein Altar aus dem Jahre 1880. | 30975481 | Weitere Bilder |
| Kirchstraße 12 52° 33′ 0″ N, 9° 30′ 16″ O     | Kirchhof                 | | 30975502 | BW             |
| Wasserstraße 3 52° 33′ 18″ N, 9° 30′ 19″ O    | Fährhaus                 | | 30975560 | BW             |
| Zum Rischanger 7 52° 33′ 6″ N, 9° 30′ 28″ O   | Wohn-/Wirtschaftsgebäude | | 30975596 | BW             |

## Bordenau

### Gruppe: Gutsanlage Am Kampe 23
Die Gruppe „Gutsanlage Am Kampe 23“ hat die ID 30973887.

| Lage                                    | Bezeichnung  | Beschreibung                                                                                              | ID       | Bild |
| --------------------------------------- | ------------ | --- | -------- | ---- |
| Am Kampe 23 52° 27′ 46″ N, 9° 28′ 42″ O | Herrenhaus   | Das „Scharnhorsthaus“ ist das Geburtshaus von Gerhard von Scharnhorst, einem preußischen Generalleutnant. | 30983279 |      |
| Am Kampe 23 52° 27′ 49″ N, 9° 28′ 42″ O | Park         | | 30975720 | BW   |
| Am Kampe 23 52° 27′ 46″ N, 9° 28′ 42″ O | Sonnenuhr    | | 30987114 | BW   |
| Am Kampe 23 52° 27′ 56″ N, 9° 28′ 41″ O | Erbbegräbnis | | 30987133 | BW   |
| Am Kampe 23 52° 27′ 55″ N, 9° 28′ 41″ O | Grabdenkmale | | 30988596 | BW   |

### Gruppe: Kirche Steinweg 36
Die Gruppe „Kirche Steinweg 36“ hat die ID 30973887.

| Lage                                    | Bezeichnung  | Beschreibung           | ID       | Bild |
| --------------------------------------- | ------------ | ---------------------- | -------- | ---- |
| Steinweg 36 52° 27′ 39″ N, 9° 28′ 40″ O | Kirche       |                        | 30975772 |      |
| Steinweg 36 52° 27′ 38″ N, 9° 28′ 40″ O | Gedenkstätte | Kriegerdenkmal 1914/18 | 30975792 | BW   |

### Einzelbaudenkmale
| Lage                                            | Bezeichnung              | Beschreibung       | ID       | Bild |
| ----------------------------------------------- | ------------------------ | ------------------ | -------- | ---- |
| Am Kampe 23 52° 27′ 46″ N, 9° 28′ 40″ O         | Scheune                  |                    | 30975683 | BW   |
| Steinweg 52° 27′ 44″ N, 9° 28′ 42″ O            | Gedenkstätte             | Scharnhorstdenkmal | 30975755 | BW   |
| Bäckerstraße 20 52° 27′ 39″ N, 9° 28′ 52″ O     | Wohn-/Wirtschaftsgebäude |                    | 30975738 |      |
| Ricklinger Straße 44 52° 26′ 46″ N, 9° 29′ 3″ O | Ziegelei                 | Zickzackofen       | 30986860 | BW   |

## Esperke

### Gruppe: Scheunenensemble Am langen Felde
Baudenkmal (Gruppe):

| Lage                        | Bezeichnung                      | Beschreibung | ID       | Bild |
| --------------------------- | -------------------------------- | ------------ | -------- | ---- |
| 52° 37′ 13″ N, 9° 36′ 56″ O | Scheunenensemble Am langen Felde |              | 30974352 | BW   |

Baudenkmale (Einzeln):

| Lage                                        | Bezeichnung | Beschreibung | ID       | Bild |
| ------------------------------------------- | ----------- | ------------ | -------- | ---- |
| Am Langen Felde 52° 37′ 14″ N, 9° 36′ 54″ O | Scheune     |              | 30986152 | BW   |
| Am Langen Felde 52° 37′ 14″ N, 9° 36′ 55″ O | Scheune     |              | 30986134 | BW   |
| Am Langen Felde 52° 37′ 12″ N, 9° 36′ 56″ O | Scheune     |              | 30986116 | BW   |
| Am Langen Felde 52° 37′ 14″ N, 9° 36′ 58″ O | Scheune     |              | 30986079 | BW   |
| Am Langen Felde 52° 37′ 13″ N, 9° 36′ 57″ O | Scheune     |              | 30986189 | BW   |

### Gruppe: Neustädter Straße
Baudenkmal (Gruppe):

| Lage                        | Bezeichnung       | Beschreibung | ID       | Bild |
| --------------------------- | ----------------- | ------------ | -------- | ---- |
| 52° 37′ 46″ N, 9° 36′ 13″ O | Neustädter Straße |              | 30973958 | BW   |

Baudenkmale (Einzeln):

| Lage                                          | Bezeichnung | Beschreibung | ID       | Bild |
| --------------------------------------------- | ----------- | ------------ | -------- | ---- |
| Neustädter Straße 52° 38′ 1″ N, 9° 36′ 24″ O  | Kapelle     |              | 30977436 |      |
| Neustädter Straße 52° 37′ 47″ N, 9° 36′ 14″ O | Friedhof    |              | 30977456 | BW   |

### Gruppe: Hofanlage Neustädter Straße 17
Baudenkmal (Gruppe):

| Lage                                            | Bezeichnung                    | Beschreibung | ID       | Bild |
| ----------------------------------------------- | ------------------------------ | ------------ | -------- | ---- |
| Neustädter Straße 17 52° 37′ 31″ N, 9° 36′ 3″ O | Hofanlage Neustädter Straße 17 |              | 30974372 | BW   |

Baudenkmale (Einzeln):

| Lage                                            | Bezeichnung              | Beschreibung | ID       | Bild |
| ----------------------------------------------- | ------------------------ | ------------ | -------- | ---- |
| Neustädter Straße 17 52° 37′ 31″ N, 9° 36′ 1″ O | Wohn-/Wirtschaftsgebäude |              | 30986378 | BW   |
| Neustädter Straße 17 52° 37′ 32″ N, 9° 36′ 4″ O | Scheune                  |              | 30986425 | BW   |
| Neustädter Straße 17 52° 37′ 31″ N, 9° 36′ 3″ O | Scheune                  |              | 30986402 | BW   |

### Gruppe: Hofanlagen Neustädter Str. 43, 45
Baudenkmal (Gruppe):

| Lage                        | Bezeichnung                       | Beschreibung | ID       | Bild |
| --------------------------- | --------------------------------- | ------------ | -------- | ---- |
| 52° 38′ 10″ N, 9° 36′ 23″ O | Hofanlagen Neustädter Str. 43, 45 |              | 30973969 | BW   |

Baudenkmale (Einzeln):

| Lage                                                 | Bezeichnung              | Beschreibung | ID       | Bild |
| ---------------------------------------------------- | ------------------------ | ------------ | -------- | ---- |
| Neustädter Straße 43 52° 38′ 9″ N, 9° 36′ 22″ O      | Wohn-/Wirtschaftsgebäude |              | 30977543 | BW   |
| Neustädter Straße 43 52° 38′ 9″ N, 9° 36′ 23″ O      | Stallanbau               |              | 30977599 | BW   |
| Neustädter Straße 43 52° 38′ 10″ N, 9° 36′ 23″ O     | Scheune                  |              | 30977563 | BW   |
| Neustädter Straße 43 52° 38′ 9″ N, 9° 36′ 24″ O      | Scheune                  |              | 30977581 | BW   |
| Neustädter Straße 45 52° 38′ 9″ N, 9° 36′ 20″ O      | Wohn-/Wirtschaftsgebäude |              | 30977680 | BW   |
| 52° 38′ 9″ N, 9° 36′ 22″ O                           | Pflasterung              |              | 30977701 | BW   |
| Neustädter Straße 45 52° 38′ 9″ N, 9° 36′ 19″ O      | Speicher                 |              | 30977640 | BW   |
| Neustädter Straße 45 52° 38′ 11″ N, 9° 36′ 20″ O     | Backhaus                 |              | 30977660 | BW   |
| Neustädter Straße 45 A B 52° 38′ 10″ N, 9° 36′ 21″ O | Stall                    |              | 30987261 | BW   |
| Neustädter Straße 45 52° 38′ 10″ N, 9° 36′ 22″ O     | Scheune                  |              | 30977619 | BW   |

### Einzelbaudenkmale
| Lage                                                      | Bezeichnung              | Beschreibung                                                     | ID       | Bild |
| --------------------------------------------------------- | ------------------------ | ---------------------------------------------------------------- | -------- | ---- |
| Im stillen Garten 2 52° 37′ 58″ N, 9° 36′ 21″ O           | Scheune                  |                                                                  | 0977300  | BW   |
| Im stillen Garten 3 52° 37′ 57″ N, 9° 36′ 17″ O           | Backhaus                 |                                                                  | 30977317 | BW   |
| In Esperke 1 52° 37′ 55″ N, 9° 36′ 24″ O                  | Wohn-/Wirtschaftsgebäude |                                                                  | 30977334 | BW   |
| In Esperke 3 52° 37′ 56″ N, 9° 36′ 26″ O                  | Wohn-/Wirtschaftsgebäude |                                                                  | 30977351 | BW   |
| In Esperke 3 52° 37′ 56″ N, 9° 36′ 28″ O                  | Scheune                  |                                                                  | 30977368 | BW   |
| In Esperke 4 52° 37′ 54″ N, 9° 36′ 25″ O                  | Backhaus                 |                                                                  | 30977385 | BW   |
| Lange Straße 78 52° 38′ 2″ N, 9° 36′ 36″ O                | Wohn-/Wirtschaftsgebäude | Das Wohnwirtschaftsgebäude des Hofes wurde im Jahre 1897 erbaut. | 30977419 | BW   |
| Lange Straße 78 52° 38′ 4″ N, 9° 36′ 36″ O                | Stall                    | Schafstall                                                       | 30977402 | BW   |
| Lange Straße/Neustädter Straße 52° 37′ 22″ N, 9° 36′ 6″ O | Feuerwehrgerätehaus      |                                                                  | 30986245 | BW   |
| Neustädter Straße 3 52° 37′ 22″ N, 9° 36′ 1″ O            | Wohn-/Wirtschaftsgebäude |                                                                  | 30986280 | BW   |
| Neustädter Straße 3 52° 37′ 22″ N, 9° 36′ 3″ O            | Scheune                  |                                                                  | 30986297 | BW   |
| Neustädter Straße 3 52° 37′ 20″ N, 9° 36′ 5″ O            | Scheune                  |                                                                  | 30986314 | BW   |
| Neustädter Straße 23 52° 37′ 54″ N, 9° 36′ 21″ O          | Wohn-/Wirtschaftsgebäude |                                                                  | 30977492 | BW   |
| Neustädter Straße 35 52° 38′ 5″ N, 9° 36′ 26″ O           | Scheune                  |                                                                  | 30977526 | BW   |
| Poststraße 3 52° 37′ 58″ N, 9° 36′ 25″ O                  | Wohn-/Wirtschaftsgebäude |                                                                  | 30977249 | BW   |

## Helstorf

### Gruppe: Kirchenanlage Brückenstraße 10
Baudenkmal (Gruppe):

| Lage                                        | Bezeichnung                    | Beschreibung | ID       | Bild |
| ------------------------------------------- | ------------------------------ | ------------ | -------- | ---- |
| Brückenstraße 10 52° 35′ 14″ N, 9° 35′ 3″ O | Kirchenanlage Brückenstraße 10 |              | 30974054 | BW   |

Baudenkmale (Einzeln):

| Lage                                        | Bezeichnung | Beschreibung | ID       | Bild           |
| ------------------------------------------- | ----------- | ------------ | -------- | -------------- |
| Brückenstraße 10 52° 35′ 14″ N, 9° 35′ 4″ O | Kirche      |              | 30978417 | Weitere Bilder |
| Brückenstraße 10 52° 35′ 14″ N, 9° 35′ 4″ O | Kirchhof    |              | 30978457 | BW             |
| Brückenstraße 10 52° 35′ 14″ N, 9° 35′ 3″ O | Mauer       |              | 30988541 | BW             |
| Brückenstraße 10 52° 35′ 13″ N, 9° 35′ 5″ O | Gedenkstein |              | 30978437 | BW             |
| Brückenstraße 10 52° 35′ 14″ N, 9° 35′ 2″ O | Baumbestand |              | 30988118 | BW             |

### Gruppe: Hofanlage Brückenstraße 11
Baudenkmal (Gruppe):

| Lage                                        | Bezeichnung                | Beschreibung | ID       | Bild |
| ------------------------------------------- | -------------------------- | ------------ | -------- | ---- |
| Brückenstraße 11 52° 35′ 13″ N, 9° 35′ 2″ O | Hofanlage Brückenstraße 11 |              | 30974065 | BW   |

Baudenkmale (Einzeln):

| Lage                                        | Bezeichnung              | Beschreibung | ID       | Bild |
| ------------------------------------------- | ------------------------ | ------------ | -------- | ---- |
| Brückenstraße 11 52° 35′ 13″ N, 9° 35′ 2″ O | Wohn-/Wirtschaftsgebäude | Haupthaus    | 30978476 | BW   |
| Brückenstraße 11 52° 35′ 12″ N, 9° 35′ 1″ O | Brunnen                  |              | 30984073 | BW   |
| Brückenstraße 11 52° 35′ 13″ N, 9° 35′ 3″ O | Backhaus                 |              | 30978496 | BW   |
| Brückenstraße 11 52° 35′ 13″ N, 9° 35′ 3″ O | Stall                    |              | 30978537 | BW   |
| Brückenstraße 11 52° 35′ 12″ N, 9° 35′ 2″ O | Speicher                 |              | 30978516 | BW   |

### Gruppe: Hofanlage Alt Helstorf 5
Baudenkmal (Gruppe):

| Lage                                       | Bezeichnung              | Beschreibung | ID       | Bild |
| ------------------------------------------ | ------------------------ | ------------ | -------- | ---- |
| Alt Helstorf 5 52° 35′ 20″ N, 9° 35′ 17″ O | Hofanlage Alt Helstorf 5 |              | 30974043 | BW   |

Baudenkmale (Einzeln):

| Lage                                       | Bezeichnung              | Beschreibung           | ID       | Bild |
| ------------------------------------------ | ------------------------ | ---------------------- | -------- | ---- |
| Alt Helstorf 5 52° 35′ 20″ N, 9° 35′ 15″ O | Wohn-/Wirtschaftsgebäude |                        | 40367228 | BW   |
| Alt Helstorf 5 52° 35′ 21″ N, 9° 35′ 16″ O | Stall                    |                        | 30987776 | BW   |
| Alt Helstorf 5 52° 35′ 22″ N, 9° 35′ 17″ O | Scheune                  | Querdurchfahrtsscheune | 40366964 | BW   |
| Alt Helstorf 5 52° 35′ 21″ N, 9° 35′ 19″ O | Scheune                  |                        | 30978340 | BW   |
| Alt Helstorf 5 52° 35′ 20″ N, 9° 35′ 18″ O | Scheune                  |                        | 30978317 | BW   |
| Alt Helstorf 5 52° 35′ 19″ N, 9° 35′ 17″ O | Wagenschauer             |                        | 30978361 | BW   |

### Gruppe: Hofanlage Doktorweg 3
Baudenkmal (Gruppe):

| Lage                                    | Bezeichnung           | Beschreibung | ID       | Bild |
| --------------------------------------- | --------------------- | ------------ | -------- | ---- |
| Doktorweg 3 52° 35′ 18″ N, 9° 35′ 10″ O | Hofanlage Doktorweg 3 |              | 30974075 | BW   |

Baudenkmale (Einzeln):

| Lage                                    | Bezeichnung              | Beschreibung | ID       | Bild |
| --------------------------------------- | ------------------------ | ------------ | -------- | ---- |
| Doktorweg 3 52° 35′ 19″ N, 9° 35′ 9″ O  | Wohn-/Wirtschaftsgebäude |              | 30978591 | BW   |
| Doktorweg 3 52° 35′ 19″ N, 9° 35′ 10″ O | Wirtschaftsgebäude       |              | 30978629 | BW   |
| Doktorweg 3 52° 35′ 18″ N, 9° 35′ 11″ O | Scheune                  |              | 30978611 | BW   |

### Einzelbaudenkmale
| Lage                                            | Bezeichnung              | Beschreibung | ID       | Bild |
| ----------------------------------------------- | ------------------------ | ------------ | -------- | ---- |
| Alt Helstorf 1 52° 35′ 16″ N, 9° 35′ 6″ O       | Wohn-/Wirtschaftsgebäude |              | 30978282 | BW   |
| Alt Helstorf 1a 52° 35′ 16″ N, 9° 35′ 7″ O      | Scheune                  |              | 30987511 | BW   |
| Brückenstraße 19 52° 35′ 14″ N, 9° 34′ 58″ O    | Wohn-/Wirtschaftsgebäude |              | 30978574 | BW   |
| Fährmannsweg 1 52° 35′ 15″ N, 9° 34′ 59″ O      | Wohn-/Wirtschaftsgebäude |              | 30978647 | BW   |
| Fährmannsweg 9 52° 35′ 19″ N, 9° 35′ 5″ O       | Wohnhaus                 |              | 30978682 | BW   |
| Fährmannsweg 9/11 52° 35′ 20″ N, 9° 35′ 7″ O    | Wohnteil                 |              | 30988559 | BW   |
| Fährmannsweg 9/11 52° 35′ 20″ N, 9° 35′ 6″ O    | Wohn-/Wirtschaftsgebäude |              | 30978664 | BW   |
| Schmiedestraße 1 52° 35′ 13″ N, 9° 35′ 7″ O     | Wohn-/Wirtschaftsgebäude |              | 30978699 | BW   |
| Schmiedestraße 5 52° 35′ 13″ N, 9° 35′ 13″ O    | Altenteil                |              | 30978716 | BW   |
| Walsroder Straße 9 52° 35′ 10″ N, 9° 35′ 8″ O   | Speicher                 |              | 30978767 | BW   |
| Walsroder Straße 13 52° 35′ 14″ N, 9° 35′ 14″ O | Speicher                 |              | 30978784 | BW   |

## Luttmersen

### Einzelbaudenkmale
| Lage                                         | Bezeichnung              | Beschreibung           | ID       | Bild |
| -------------------------------------------- | ------------------------ | ---------------------- | -------- | ---- |
| In Luttmersen 9 52° 34′ 28″ N, 9° 33′ 43″ O  | Scheune                  | Längsdurchfahrtscheune | 30979395 | BW   |
| In Luttmersen 11 52° 34′ 27″ N, 9° 33′ 52″ O | Scheune                  | Querdurchfahrtscheune  | 30979412 | BW   |
| In Luttmersen 15 52° 34′ 30″ N, 9° 33′ 57″ O | Wohn-/Wirtschaftsgebäude |                        | 30979446 | BW   |
| In Luttmersen 15 52° 34′ 29″ N, 9° 33′ 56″ O | Stall                    |                        | 30979429 | BW   |

## Metel

### Einzelbaudenkmale
| Lage                                         | Bezeichnung              | Beschreibung     | ID       | Bild           |
| -------------------------------------------- | ------------------------ | ---------------- | -------- | -------------- |
| Bornwiesen 7 52° 32′ 59″ N, 9° 33′ 15″ O     | Wohn-/Wirtschaftsgebäude |                  | 30986979 | BW             |
| Kapellenstraße 11 52° 32′ 55″ N, 9° 33′ 5″ O | Kapelle                  | Johannes-Kapelle | 30981265 | Weitere Bilder |

## Otternhagen

### Gruppe: Hofanlagen Auf den Äckern
Die Gruppe „Hofanlagen Auf den Äckern“ hat die ID 30973865.

| Lage                                                | Bezeichnung  | Beschreibung           | ID       | Bild           |
| --------------------------------------------------- | ------------ | ---------------------- | -------- | -------------- |
| An der Waldbühne 52° 30′ 43″ N, 9° 31′ 38″ O        | Kirche       | Johanneskirche         | 30984147 | Weitere Bilder |
| An der Waldbühne 52° 30′ 43″ N, 9° 31′ 39″ O        | Kirchhof     |                        | 30984167 | BW             |
| Otternhagener Straße 72 52° 30′ 43″ N, 9° 31′ 36″ O | Gedenkstätte | Kriegerdenkmal 1914/18 | 30984238 | BW             |

## Scharrel

### Einzelbaudenkmale
| Lage                                           | Bezeichnung  | Beschreibung           | ID       | Bild |
| ---------------------------------------------- | ------------ | ---------------------- | -------- | ---- |
| Am Birkenkamp 7 52° 31′ 49″ N, 9° 33′ 36″ O    | Altenteil    |                        | 30984462 | BW   |
| Am kurzen Wege 52° 31′ 42″ N, 9° 33′ 31″ O     | Gedenkstätte | Kriegerdenkmal 1914/18 | 30984479 | BW   |
| Kastanienallee 39 52° 31′ 48″ N, 9° 33′ 32″ O  | Scheune      |                        | 30984514 | BW   |
| Zum Fußballplatz 2 52° 31′ 38″ N, 9° 33′ 43″ O | Altenteil    |                        | 30984605 | BW   |
| Zum Imbusch 10 52° 31′ 41″ N, 9° 33′ 57″ O     | Backhaus     |                        | 30984622 | BW   |

## Suttorf

### Einzelbaudenkmale
| Lage                                     | Bezeichnung  | Beschreibung | ID       | Bild           |
| ---------------------------------------- | ------------ | --- | -------- | -------------- |
| In Suttorf 26 52° 31′ 50″ N, 9° 29′ 6″ O | Kapelle      | Die Kapelle wurde 1862 nach einem Entwurf von Julius Rasch erbaut. Im Jahre 1955 wurde die Kapelle renoviert, dabei wurde wesentliche Teile der neugotischen Verzierung entfernt. | 30985650 | Weitere Bilder |
| Schulstraße 52° 31′ 48″ N, 9° 29′ 21″ O  | Gedenkstätte | | 30985685 | BW             |

## Vesbeck

### Gruppe: Hofanlage Bohlenweg 2
Baudenkmal (Gruppe):

| Lage                                    | Bezeichnung           | Beschreibung | ID       | Bild |
| --------------------------------------- | --------------------- | ------------ | -------- | ---- |
| Bohlenweg 2 52° 36′ 19″ N, 9° 36′ 27″ O | Hofanlage Bohlenweg 2 |              | 30974473 | BW   |

Baudenkmale (Einzeln):

| Lage                                    | Bezeichnung              | Beschreibung | ID       | Bild |
| --------------------------------------- | ------------------------ | ------------ | -------- | ---- |
| Bohlenweg 2 52° 36′ 19″ N, 9° 36′ 27″ O | Wohn-/Wirtschaftsgebäude |              | 30985809 | BW   |
| Bohlenweg 2 52° 36′ 19″ N, 9° 36′ 26″ O | Stall                    |              | 30976968 | BW   |
| Bohlenweg 2 52° 36′ 18″ N, 9° 36′ 29″ O | Scheune                  |              | 30979267 | BW   |
| Bohlenweg 2 52° 36′ 18″ N, 9° 36′ 29″ O | Remise                   |              | 30985830 | BW   |

### Gruppe: Hofanlage, Esperker Straße  14
Baudenkmal (Gruppe):

| Lage                                           | Bezeichnung                   | Beschreibung | ID       | Bild |
| ---------------------------------------------- | ----------------------------- | ------------ | -------- | ---- |
| Esperker Straße 14 52° 36′ 25″ N, 9° 36′ 26″ O | Hofanlage, Esperker Straße 14 |              | 30974342 | BW   |

Baudenkmale (Einzeln):

| Lage                                           | Bezeichnung | Beschreibung | ID       | Bild |
| ---------------------------------------------- | ----------- | ------------ | -------- | ---- |
| Esperker Straße 14 52° 36′ 25″ N, 9° 36′ 27″ O | Wohnhaus    |              | 30985888 | BW   |
| Esperker Straße 14 52° 36′ 25″ N, 9° 36′ 25″ O | Stall       |              | 30985911 | BW   |
| Esperker Straße 14 52° 36′ 25″ N, 9° 36′ 25″ O | Stall       |              | 30985932 | BW   |

### Einzelbaudenkmale
| Lage                                            | Bezeichnung              | Beschreibung           | ID       | Bild |
| ----------------------------------------------- | ------------------------ | ---------------------- | -------- | ---- |
| Beekestraße 52° 36′ 20″ N, 9° 36′ 45″ O         | Mühle                    | Wassermühle            | 30985868 | BW   |
| Beekestraße 1 52° 36′ 17″ N, 9° 36′ 54″ O       | Wohn-/Wirtschaftsgebäude |                        | 30985719 | BW   |
| Beekestraße 14 52° 36′ 16″ N, 9° 36′ 44″ O      | Wohn-/Wirtschaftsgebäude |                        | 30985792 | BW   |
| Esperker Straße 1 52° 36′ 11″ N, 9° 36′ 32″ O   | Wohn-/Wirtschaftsgebäude |                        | 30985851 | BW   |
| Fleutjenburg 18 52° 36′ 8″ N, 9° 36′ 33″ O      | Speicher                 |                        | 30985994 | BW   |
| Unter den Eichen 10 52° 35′ 58″ N, 9° 36′ 37″ O | Scheune                  | Längsdurchfahrtscheune | 30985702 | BW   |
| Vesbecker Straße 5 52° 36′ 7″ N, 9° 36′ 39″ O   | Nebengebäude             |                        | 30986011 | BW   |
| Vesbecker Straße 6 52° 36′ 5″ N, 9° 36′ 38″ O   | Wohn-/Wirtschaftsgebäude |                        | 30986028 | BW   |
| Vesbecker Straße 18 52° 36′ 6″ N, 9° 36′ 51″ O  | Wohn-/Wirtschaftsgebäude |                        | 30986045 | BW   |
| Vesbecker Straße 19 52° 36′ 10″ N, 9° 36′ 51″ O | Wohn-/Wirtschaftsgebäude |                        | 30986062 | BW   |

## Ehemalige Baudenkmale
Verzeichnet sind Bauten, die früher unter Denkmalschutz standen, heute aber aus diversen Gründen (zum Beispiel: Brand, Abbruch) nicht mehr existieren.
| Lage                                                            | Bezeichnung           | Beschreibung                            | ID | Bild |
| --------------------------------------------------------------- | --------------------- | --------------------------------------- | -- | --- |
| Averhoy Auf den Äckern 3 52° 33′ 44″ N, 9° 32′ 12″ O            | Querdurchfahrtscheune | Die Scheune wurde im Jahre 1894 erbaut. |    | [[Vorlage:Bilderwunsch/code!/C:52.56218,9.53677!/D:Averhoy Auf den Äckern 3, Querdurchfahrtscheune!/\|BW]] |
| Otternhagen Otternhagener Straße 34 52° 30′ 20″ N, 9° 31′ 32″ O | Wohnhaus              | 2012 abgerissen                         |    | [[Vorlage:Bilderwunsch/code!/C:52.50564,9.52558!/D:Otternhagen Otternhagener Straße 34, Wohnhaus!/\|BW]]   |